# نراد الجزایری
نراد الجزایری(نام علمی: Abies numidica) نام یک گونه از سرده نراد است.